# Смотрящий
Смотря́щий — на воровском жаргоне уголовный авторитет, который уполномочен решать вопросы, отнесённые к ведению воров, и отвечающий за ситуацию в отдельных районах города, в лагерях — в отрядах, в тюрьмах — в камерах. Назначается «положенцем» или вором в законе.
В том случае, когда в исправительном учреждении нет воров, воровской мир может послать туда своего представителя, который будет следить за тем, чтобы заключённые соблюдали тюремный закон и воровские наказы смотрящего. Таким образом, смотрящий снабжается «мандатом», то есть запиской, в которой имеется соответствующее распоряжение и которую смотрящий предъявляет авторитетным заключённым. В случае, если зона «красная», управляется «шерстяными» и т.п., смотрящий должен сам подобрать себе в помощники соответствующих арестантов и взять власть в исправительном учреждении. Также смотрящий может быть назначен вором, уходящим на свободу или на этап.
Смотрящий в местах лишения свободы следит за соблюдением воровских законов, является посредником между администрацией и заключенными, занимается урегулированием конфликтов и распоряжается общаком. Как правило, в одном исправительном учреждении один «положенец» и несколько смотрящих.